# Campionati asiatici di badminton 1995
I Campionati asiatici di badminton 1995 si sono svolti a Pechino, in Cina. È stata la 14ª edizione del torneo, organizzato dalla Badminton Asia.

## Podi
| Evento              | Oro                         | Argento                   | Bronzo                                   |
| Singolare maschile  | Park Sung-woo               | Sun Jun                   | Ge Cheng                                 |
| Singolare maschile  | Park Sung-woo               | Sun Jun                   | Dong Jiong                               |
| Singolare femminile | Ye Zhaoying                 | Yao Yan                   | Bang Soo-hyun                            |
| Singolare femminile | Ye Zhaoying                 | Yao Yan                   | Wang Chen                                |
| Doppio maschile     | Cheah Soon Kit Yap Kim Hock | Huang Zhanzhong Jiang Xin | Pramote Teerawiwatana Sakrapee Thongsari |
| Doppio maschile     | Cheah Soon Kit Yap Kim Hock | Huang Zhanzhong Jiang Xin | Ade Sutrisna Candra Wijaya               |
| Doppio femminile    | Ge Fei Gu Jun               | Qin Yiyuan Tang Yongshu   | Eliza Nathanael Zelin Resiana            |
| Doppio femminile    | Ge Fei Gu Jun               | Qin Yiyuan Tang Yongshu   | Peng Xinyong Zhang Jin                   |
| Doppio misto        | Liu Jianjun Ge Fei          | Jiang Xin Zhang Jin       | Sandiarto Sri Untari                     |
| Doppio misto        | Liu Jianjun Ge Fei          | Jiang Xin Zhang Jin       | Kim Dong-moon Kim Shin-young             |